# Nesodryas frigidula
Nesodryas frigidula är en insektsart som först beskrevs av George Willis Kirkaldy 1908.  Nesodryas frigidula ingår i släktet Nesodryas och familjen sporrstritar. Inga underarter finns listade i Catalogue of Life.